# محمود (خواننده)
الساندرو محمود (زادهٔ ۱۲ سپتامبر ۱۹۹۲) که با نام محمود شناخته می‌شود موسیقی‌دان اهل ایتالیا است. وی از سال ۲۰۱۲ میلادی تاکنون مشغول فعالیت بوده‌است. علت شهرت وی ترانه پول است که نماینده ایتالیا در یوروویژن ۲۰۱۹ بود.
او در یوروویژن ۲۰۱۹ به مقام دوم دست یافت.